# Musée d'Art et d'Histoire de Lisieux
 (juin 2019).
Le musée d'art et d'histoire de Lisieux est un musée situé à Lisieux. Hébergé dans l'une des dernières maisons à pans de bois du 17e siècle, le musée d'art et d'histoire, labellisé Musée de France, présente l'histoire de la ville et ses représentations, des origines (peintures murales gallo-romaines, verres exceptionnels, etc) à nos jours, sans oublier les périodes clés de son développement (les évêques, l'industrie textile au XIXe siècle, la Reconstruction). Des tableaux de Gustave Courbet, Francis Picabia et Eugène Boudin y sont visibles.

## Présentation

### Présentation générale
Le musée d'art et d'histoire permet d'expliquer l'histoire Lisieux par ses différentes salles d'exposition. En 2011, il fait partie du pôle muséal de la communauté d'agglomération Lisieux Normandie avec le Château-Musée de Saint-Germain de Livet et le Musée du Vieux Manoir à Orbec.
Les espaces de cette ancienne maison à pan de bois très bien conservée servent de salles d'exposition. L'escalier qui les relie fait figure de ligne de temps.
Le musée d'art et d'histoire est composé :
- d'une zone d'accueil ;
- de dix espaces d'exposition permanente de 350 m2 ;
- d'une salle d'exposition temporaire de 95 m2 ;
- d'une salle d'ateliers pédagogiques – salle de réunion ;
- d'un centre de documentation ;
- des espaces de réserves ;
- des bureaux pour le siège administratif et scientifique du Pôle Muséal.

### Parcours permanent
Le parcours permanent du musée d'art et d'histoire propose aux visiteurs de découvrir l'histoire de Lisieux à travers dix espaces. Chacun d'eux est consacré à une période déterminée de l'histoire de la ville, histoire illustrée par plus de trois cents objets, tableaux, photographies.

#### Origines de Lisieux
Cette première salle d'exposition présente, à travers de nombreux objets (dont certains exposés pour la première fois), le riche passé lexovien, de la période Paléolithique à la fin de l'indépendance gauloise, en passant par l'époque gallo-romaine. Grâce à la découverte de la Nécropole Michelet, plus de 1 000 tombes de la fin de la période gallo-romaine ont été mis au jour tels que des verres mérovingiens. Le musée expose des objets exceptionnels qui renseignant sur les rites funéraires et les pratiques quotidiennes telle que des peintures murales gallo-romaines. Une véritable sépulture et des objets qu'elle renferme est reconstituée.

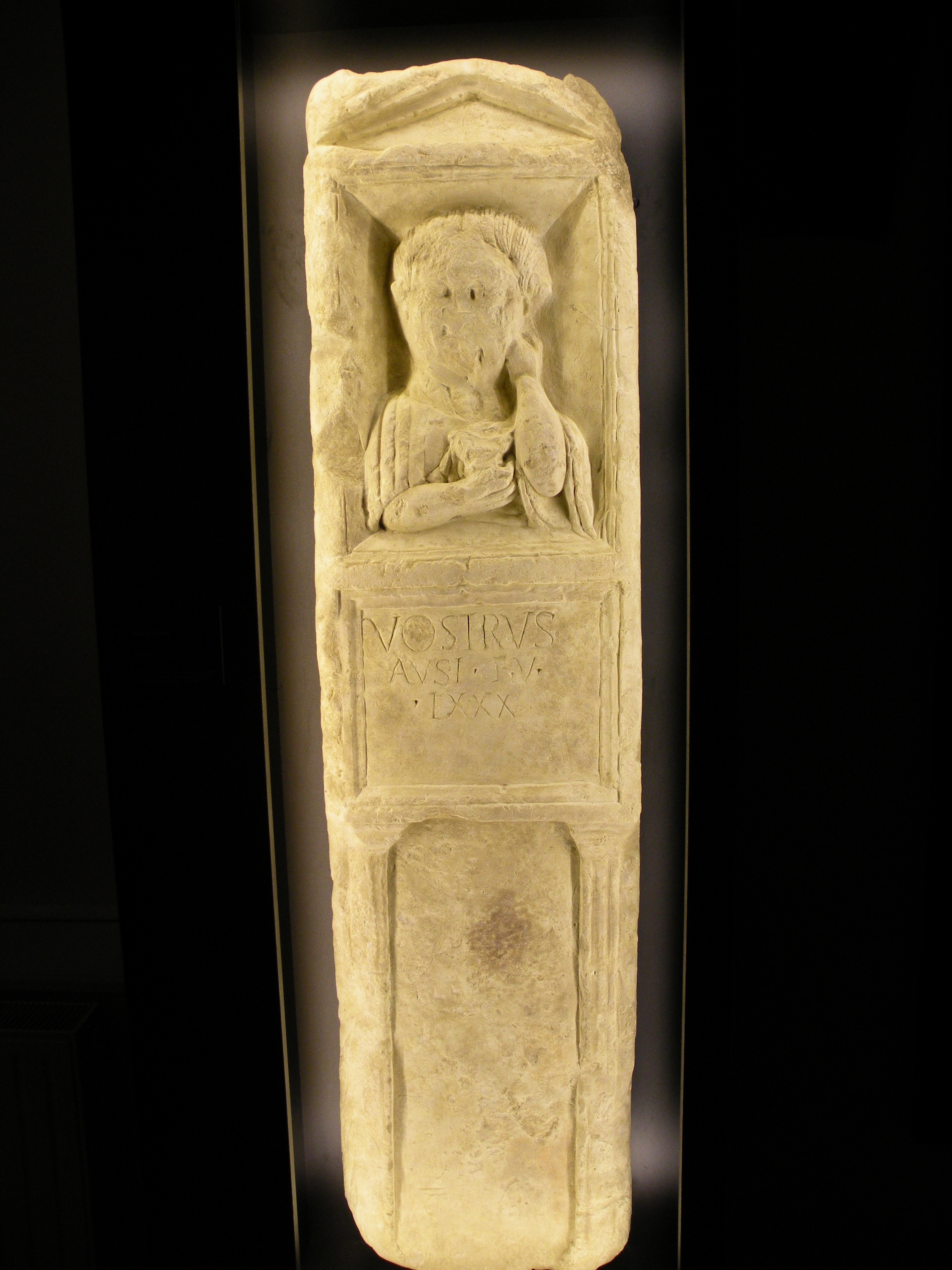
Stèle de Vostrus.
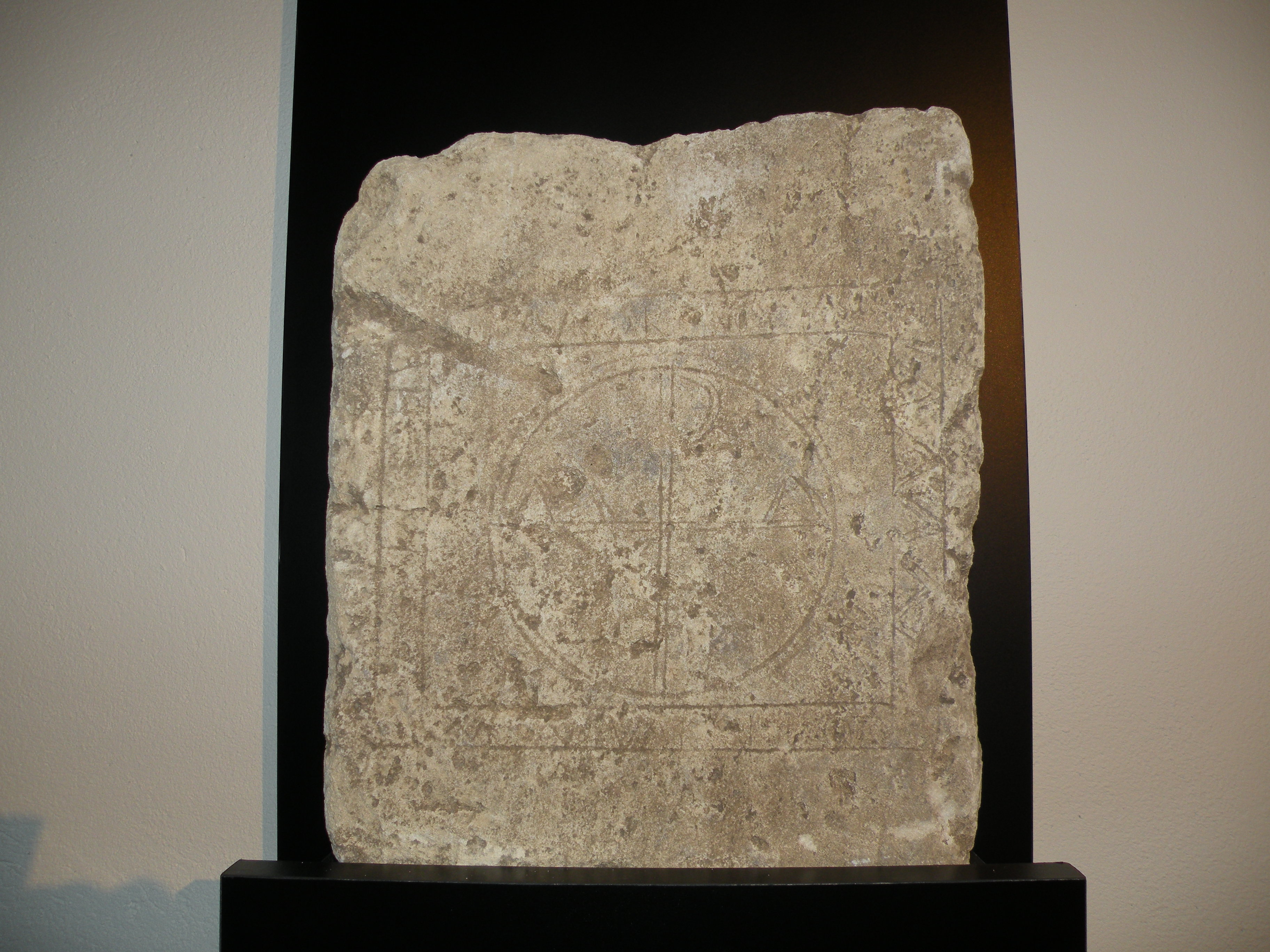
Stèle funéraire du VIe siècle.
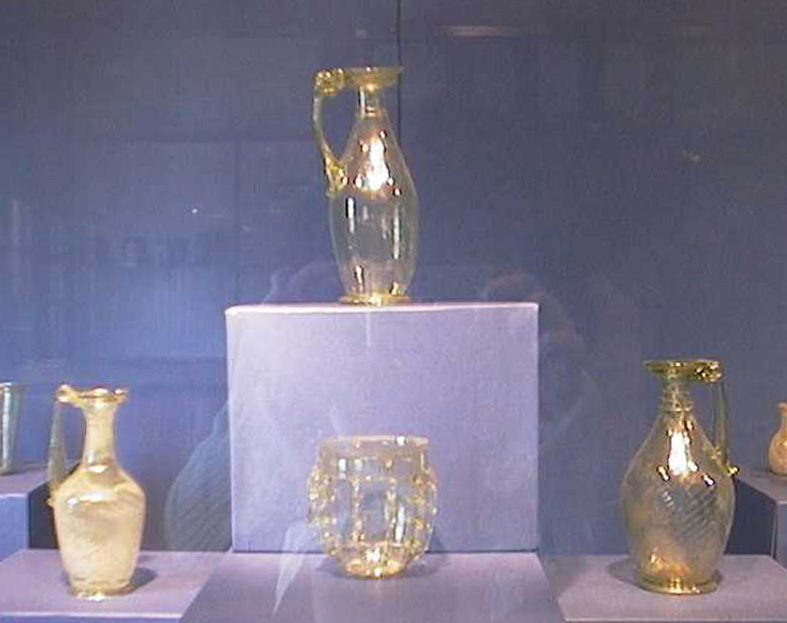
Verrerie mérovingienne.

#### Évêques de Lisieux
Les évêques ont marqué l'histoire de la ville de Lisieux, qu'ils parent de monuments prestigieux et qu'ils font rayonner au-delà des frontières du territoire. Le musée revient sur le rôle essentiel que jouaient ces évêques en exerçant leur pouvoir spirituel et temporel. Les visiteurs peuvent mettre un visage sur ces personnages importants de l'Histoire grâce à une galerie de portraits, où ils figurent. Les fragments de la crosse de l'un de ses plus célèbres représentants y sont également présentés. Il s'agit de celle de Pierre Cauchon, connu pour avoir été l'ordonnateur du procès de Jeanne d'Arc à Rouen.

#### De Noviomagus Lexoviorum à Lisieux

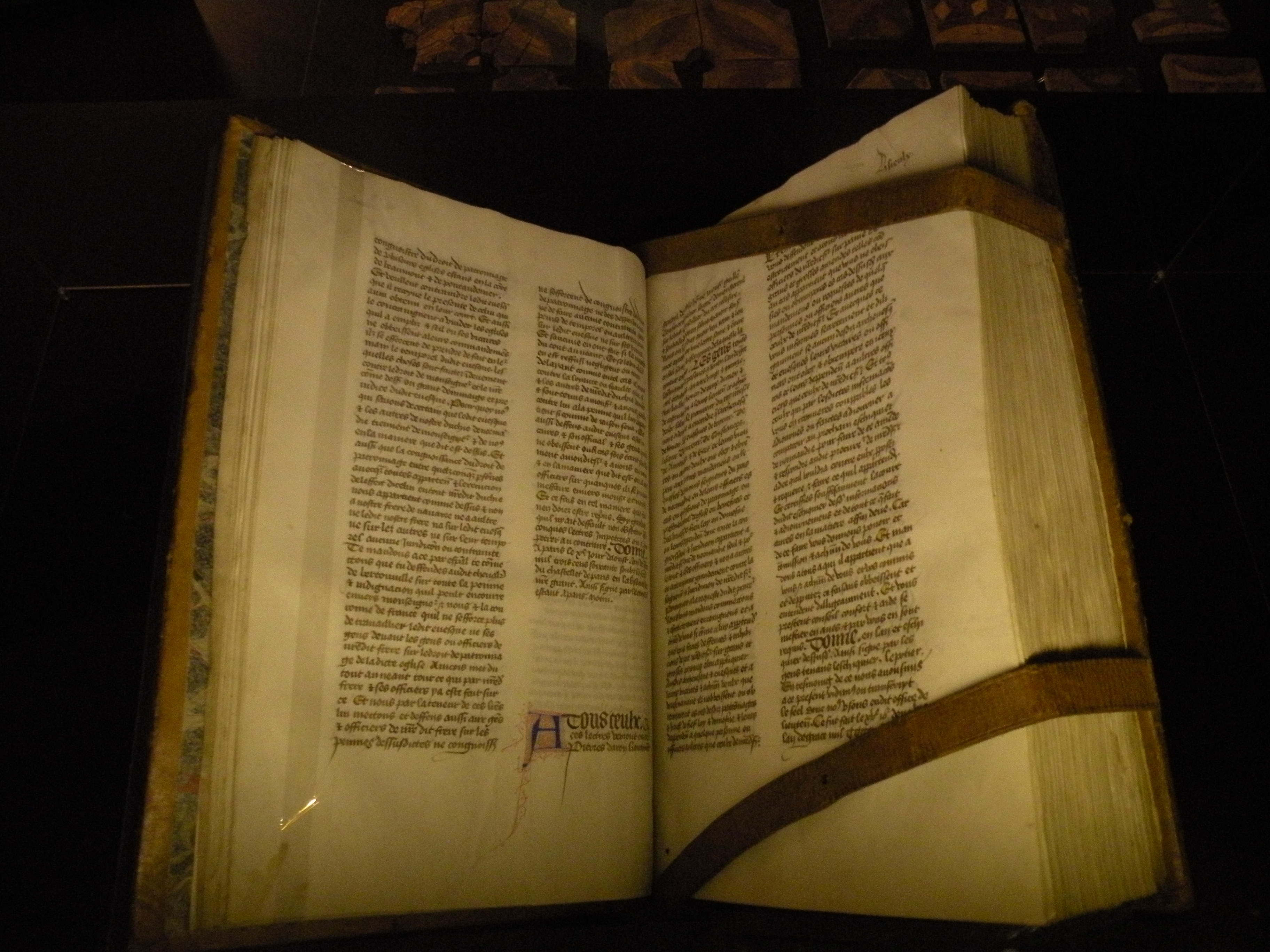
Cartulaire du XVe siècle de l'évêché de Lisieux.

Le musée d'art et d'histoire revient ici sur le passé médiéval de Lisieux et évoque son expansion, sa croissance urbaine ou encore les temps difficiles qui ont marqué son histoire. De nombreux objets témoignent de cette période foisonnante : dont des plaques-boucles incroyablement bien conservées, un pavage roman du XIe siècle, ou encore un magnifique cartulaire de l'évêché de Lisieux datant du XVe siècle.

#### Habitat lexovien
La construction traditionnelle à pan de bois caractérise le Pays d'Auge. La ville de Lisieux était autrefois qualifiée de « capitale du bois sculpté ». Aujourd'hui, subsistent encore quelques témoignages précieux de cette construction. Le musée d'art et d'histoire est l'un d'entre eux. Le pan de bois, dont l'iconographie présentée dans le musée peut témoigner, conserve un attrait artistique et touristique important.

#### Lisieux classique

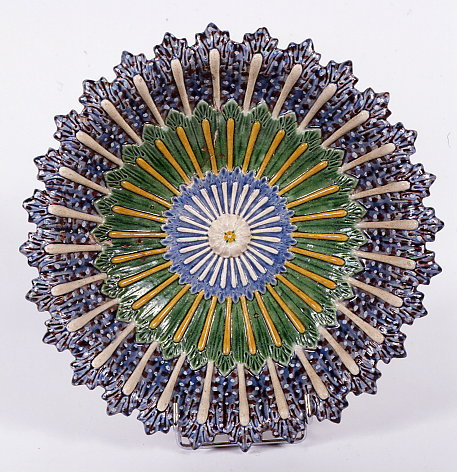
Coupe à décor rayonnant du XVIIe siècle.

Le musée évoque aussi l'histoire de la cité à travers les grandes constructions qui la ponctuèrent et revient également sur le savoir-faire important des céramiques du Pré d'Auge. Les pièces exposées sont significatives et forment la plus complète collection publique de céramique du Pré d'Auge en France.

#### Lisieux, cité textile
Le musée évoque ici l'essor industriel textile et l'« âge d'or » que la cité et son territoire en perpétuelle expansion connurent entre 1850 et 1875. L'occasion d'aborder également les profondes mutations sociales engendrées par ces transformations économiques.

#### Fin de siècle, figures illustres
Au XIXe siècle, Lisieux est la capitale du commerce du pays d'Auge et la vie culturelle s'y développe rapidement. Entre tradition et modernité, la ville a vu naître des personnages remarquables qui ont contribué à son rayonnement. À travers de nombreux objets, photographies, tableaux, etc., le musée présente dans cette pièce les destins de Thérèse Martin, canonisée en 1925, Paul Cornu, l'homme à l'origine de l'hélicoptère, Émile Anfrie, ornithologue et naturaliste reconnu ou encore des figures politiques de premier plan qu'étaient François Guizot et Henry Chéron.

#### Lisieux, été 1944
Bombardée les 6 et 7 juin 1944, la cité lexovienne est détruite à 80 %. Les troupes alliées la libèrent le 23 août 1944 et mettent ainsi fin à l'occupation allemande en place depuis juin 1940. Le musée présente des photographies, œuvres et objets qui témoignent de ce drame, tout en faisant une place au récit de la renaissance de la ville, que les habitants refusent de voir dépérir.

#### Renaissance d'une ville
Déclarée sinistrée le 3 mars 1945, la ville se reconstruit et se redonne une identité. Une grande fresque où se mêlent photographies, plans, chiffres et textes présente au public les tenants et les aboutissants de ce renouveau. Des maquettes sont également présentées dans cet espace.

#### Lisieux aujourd'hui, et demain?
Le musée d'art et d'histoire a vocation à présenter le passé qui constitue un enjeu de mémoire, ainsi que les évolutions à venir pour la ville. Le visiteur est invité à découvrir ou redécouvrir la ville d'un point de vue original grâce à une très grande vue aérienne de celle-ci sur laquelle il peut déambuler. Le musée présente régulièrement les nouveaux projets au cœur desquels la ville et son territoire se situeront.

### Histoire des collections

#### Musée des beaux-arts
Fondé en 1833, le musée des beaux-arts de Lisieux correspondait à un mouvement national d'éducation artistique. Sa création est liée à la personnalité de François Guizot, député de Lisieux et homme politique de premier plan sous la Monarchie de Juillet, qui fit en sorte que le musée reçoive en dépôt des œuvres d'artistes célèbres tels que Hippolyte Flandrin, Louis Couder, Édouard Dubufe, Nicolas Gosse, Jean-Jacques Monanteuil ainsi que les plâtres originaux des bas-reliefs de l'Arc de Triomphe de l'Étoile et de la Madeleine.
Le peintre lexovien Pierre Duval Le Camus contribua, en 1838, à constituer le fonds grâce à une loterie de tableaux envoyés par ses amis et par ceux de Guizot, comme son beau-frère Turpin de Crissé. Ultérieurement, de nouveaux dépôts de l'État vinrent compléter les collections (Rupert Bunny, Charles Coessin de La Fosse, Louis Coignard, Paul-Alfred Colin, Georges de Dramard, Émery Duchesne, Maxime Faivre, Auguste Hesse, Charles de la Rochenoire, Jules-Louis Rame, Henri Rooke, Louis Martinet, etc.) et des collectionneurs donnèrent au musée des œuvres d'Eugène Boudin, Alfred Agache, Victor Schnetz, Heuss, Dubufe, Cibot, Duval Le Camus (père et fils), Jongkind, Gustave Courbet, Lansyer, Bonvin, Bon Boullogne, Jean-Eugène Clary, etc.
Les collections déménagèrent à plusieurs reprises et, à partir de 1980, les plus emblématiques sont présentées et entreposées dans l'ancienne église Saint-Jacques, reconstruite après la guerre de 1939-1945 et désaffectée : Flandrin, Gosse, Drolling, Gué, Dubufe, Heuss, Weisz, La Rochenoire, Colin, Molchneth, Bonnefoi, Dramard, Faivre, Robert Sallès, Hesse, Lanoue, Laure, Rooke, Thirion, etc. Certaines de ces œuvres furent déposées à l'hôtel de ville, à la sous-préfecture et au tribunal. En 2007, l'État transféra une partie des dépôts en faveur de la Ville de Lisieux : il s'agit des œuvres de Ruppert Bunny, Charles Coessin de La Fosse, Paul-Alfred Colin, Cormon, Louis Couder, Isidore Dagnan, Édouard Dubufe, Pierre Duval Le Camus, Hippolyte Flandrin, etc.

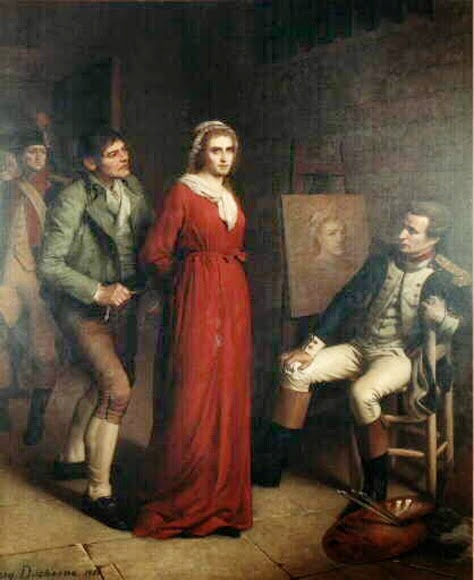
Hauer peignant le portrait de Charlotte Corday par Émery Duchesne.
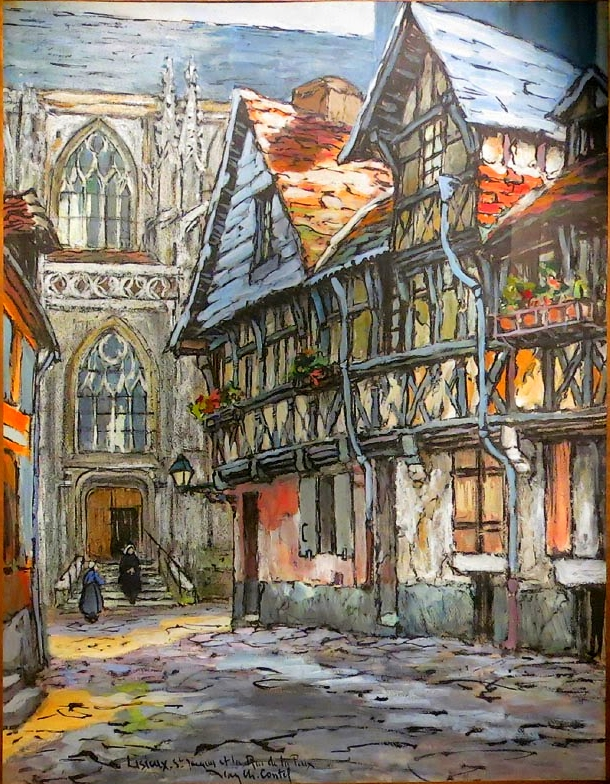
Vieilles rues de Lisieux par Jean-Charles Contel.
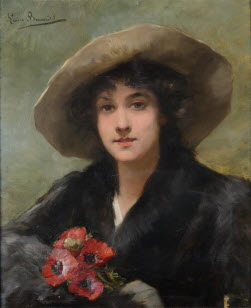
Portrait de femme aux coquelicots ou anémones  (vers 1900) par Laure Brouardel.
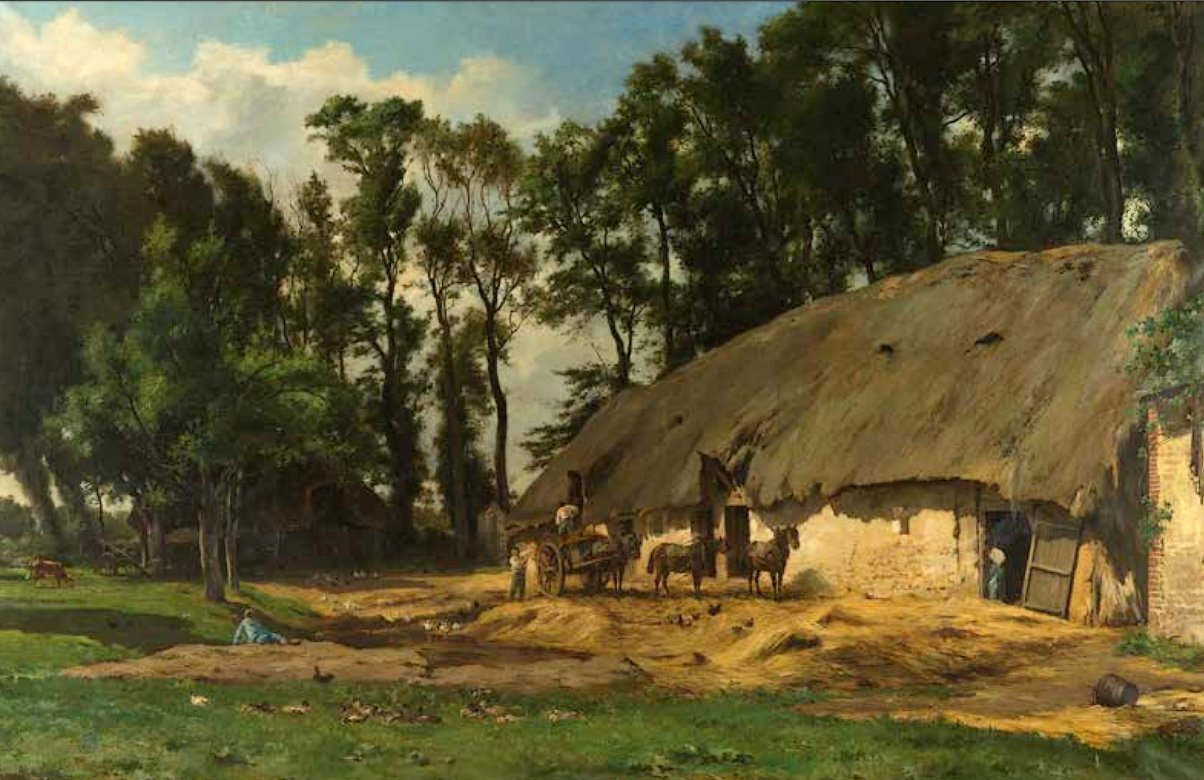
La Ferme Groult à Criquebeuf (1875) par Paul-Alfred Colin.
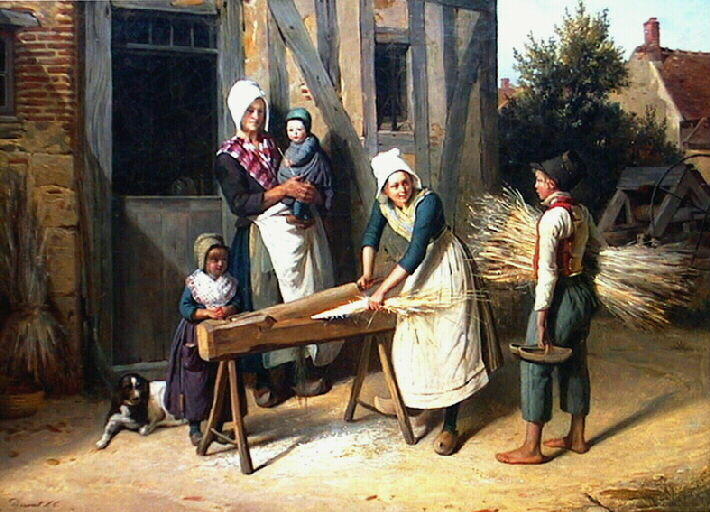
Paysans occupés à préparer le chanvre devant la porte d’une chaumière par Pierre Duval Le Camus.
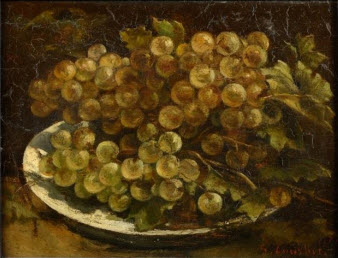
Raisins (1871) par Gustave Courbet

#### Musée du Vieux-Lisieux
Créé entre les deux guerres, en 1930, à l'initiative d'érudits locaux dont Étienne Deville, le baron de Moidrey et Mauny, le musée était installé dans l'une des maisons emblématiques de Lisieux, le manoir de la Salamandre, puis dans le manoir Carrey qu'une cour commune réunissait. Dans le manoir de la Salamandre on trouvait une présentation pittoresque d'objets divers. Le musée conservait également des pièces originales extraites des archives de la Ville : charte de Thomas Bazin en 1448, convention entre Charles VII et Lisieux en 1449. L'ensemble était complété par des vues de Lisieux et par une série d'armes, de lettres et de journaux. Le musée du Vieux-Lisieux prospéra mais la plus grande partie des collections fut anéantie durant l'incendie qui suivit le bombardement de Lisieux, dans la nuit du 7 au 8 juin 1944.
Cependant, en 1943, quatorze caisses contenant des objets du musée avaient été envoyées au sud de la Loire. Elles revinrent et se retrouvèrent associées aux collections personnelles du nouveau conservateur, François Cottin, constituées de vestiges du passé romain et médiéval de Lisieux. L'ensemble : la collection personnelle du conservateur, les résultats des fouilles et les collections rescapées de la guerre, forma le noyau du musée du Vieux-Lisieux, ouvert au public en 1969 dans une maison à pans de bois du boulevard Pasteur, lieu où est actuellement installé le musée d'art et d'histoire de Lisieux.

#### Musée d'art et d'histoire de Lisieux
À la suite du décès en 1977 de François Cottin et de la récupération de ses collections par sa famille, la reconstitution d'un fonds muséographique du musée du Vieux-Lisieux fut incontournable pour restituer l'histoire de la cité. Cette reconstitution s'appuya sur les dommages de guerre à la suite des destructions des collections en juin 1944 et sur le soutien du FRAM (Fonds régional d'acquisition des musées) de Basse-Normandie, à partir de 1982. 
À partir de 1977, les collections des musées de Lisieux furent réunies sous l'autorité d'un seul conservateur. Les collections de l'ancien musée des beaux-arts furent dès lors gérées par le musée d'art et d'histoire de Lisieux. En 1984, la ville de Lisieux acheta un ensemble de bâtiments voisins de la maison à pans de bois.
Depuis cette date, les collections n'ont cessé de s'enrichir grâce aux fouilles archéologiques, dons et acquisitions, d'autant que la ville de Lisieux a toujours intégré dans le budget du musée une somme allouée aux acquisitions. Les collections du musée d'art et d'histoire ont été labellisées Musée de France en 2003.

#### Enrichissement des collections
Les collections du musée d'art et d'histoire ont été constituées dans un premier temps par les quatorze caisses envoyées dans le Sud de la France. Il s'agissait alors essentiellement d'objets gallo-romains et médiévaux, des terres cuites en Pré d'Auge et de l'iconographie de la Ville de Lisieux. À la réouverture du musée, François Cottin, le nouveau conservateur avait mis sa propre collection au service de la collectivité et du public. Après son décès, ses collections furent partiellement retirées du musée. La politique d'acquisition fut donc fondamentale afin de constituer un fonds cohérent.
De 1977 à nos jours, la politique d'acquisition répond donc à quatre lignes directrices :
- patrimoine archéologique : éléments mis au jour lors des fondations ou terrassements pour la nouvelle ville, tels que le pavé roman dit de Saint-Désir ; fouilles préventives réalisées dans le cadre de grands travaux d'urbanisme ; céramique commune (plateau Saint-Jacques), peintures murales gallo-romaines du IIe siècle (site de l'hôpital), tombes mérovingiennes, verrerie du IVe siècle et sarcophages en plomb (site de la piscine), fouilles préalables à la construction du théâtre, de la médiathèque et fouilles de la Bosquetterie (four de potier, poterie du Pré d'Auge).
- patrimoine augeron (poterie du Pré d'Auge, coutumes religieuses, costumes, vie agricole, étains, épis de faîtage, briques vernissées, carreaux de pavement, étoles, dalmatiques, clochettes, bâtons, bannières, coiffes, blaude, pantalon rayé, chapeau, parapluie, panier à pommes, broie à chanvre, rouet, etc.).
- patrimoine contemporain (Reconstruction, Seconde Guerre mondiale, industrie : photographies de la destruction de Lisieux, maquettes de la reconstruction, quelques objets et plans des usines Wonder et Somua, etc)
- image de Lisieux (iconographie : photographies, gravures, peintures, etc)

Le musée a rouvert ses portes avec une nouvelle muséographie en juin 2013.

## Expositions temporaires
- 19 octobre 2024-22 avril 2025 : Ressentir l'art
- 6 avril- 15 septembre 2024 : Fernand Léger, retour à la terre
- 23 juin 2023-19 novembre 2023 : Fais comme l'oiseau[4]
- 22 octobre 2023-21 mai 2023 : Mythomusée[5]
- 2 février-17 septembre 2022 : Paysages en collections[6]
- 2021 : Quand l'art nous tire le portrait[7]
- 2019 : Norman Rockwell, illustrateur
- 2019 : (Hiver) La galerie des Beaux Arts #1 La hiérarchie des genres[8],[9]
- 2018 : Esprit Créateur(s)
- 2015-2016 : Galerie ressources - Galerie de Portraits
- 2015 : Émile Vaucanu, graveur-dessinateur d'ici et d'ailleurs
- 2014 : C'est Notre Histoire, Lisieux en guerre 1939-1945
- 2013 : Alexis Debeuf - Histoire(s) domestique(s).
- 2006 : Guizot, un parisien dans le pays d'Auge[10]

## Centre de documentation
Le musée d'art et d'histoire est aussi un centre de recherche. Le centre de documentation, spécialisé en archéologie, histoire, histoire de l'art et patrimoine local est ouvert aux scolaires, aux étudiants et aux particuliers. Le musée met ses collections bibliographiques et la documentation sur ces collections à disposition pour des recherches et des études.

## Activités pédagogiques
Autour de ses collections et de ses expositions temporaires, le musée d'art et d'histoire de Lisieux accorde une place particulière aux ateliers pédagogiques et à la sensibilisation des jeunes publics. Situé au centre du musée, la salle pédagogique permet une immersion totale des jeunes dans l'art, l'histoire et ses témoignages et propose des ateliers complets et ludiques.
Toute l'année, il reçoit scolaires et centre de loisirs autour d'activités spécifiques. Chaque période de vacances scolaires fait l'objet d'ateliers inédits, les LabOmusées. Les musées deviennent ainsi de véritables laboratoires dans lesquels le public peut expérimenter, s'initier à de nouvelles techniques, comprendre des genres picturaux, réaliser des créations plastiques. De cette manière, les participants abordent de façon ludique, didactique, créative et avec beaucoup de liberté les arts en s'appuyant sur les collections des musées et les expositions temporaires.